# Check Point
A Check Point Software Technologies é uma multinacional americano-israelense fornecedora de hardware e software para segurança de TI. 
Fundada em 1993 e com produtos como o Check Point Express que é uma solução de segurança e VPN voltada para empresas de médio porte que inclui Firewall, proteção contra ataques à redes e aplicações e gerenciamento centralizado de vários firewalls.
Foi a Check Point que criou a tecnologia Stateful Inspection (que faz uma verificação em vários níveis da rede) e recentemente lançou uma nova tecnologia chamada Application Intelligence que é capaz de detectar e prevenir ataques no nível das aplicações é desenvolvedora de várias tecnologias voltadas para a área de segurança. Utilizando estas tecnologias a empresa desenvolve e comercializa ferramentas de controle de banda, firewall´s e sistemas de gerenciamento. É possível integrar ao firewall da Check Point soluções de antivírus, filtro de conteúdo web e autenticação através de OPSEC (plataforma aberta de segurança).